# دهستان کوهدشت غربی
دهستان کوهدشت غربی یکی از دهستان‌های شهرستان میاندورود در استان مازندران ایران است. این دهستان در بخش مرکزی شهرستان میاندورود قرار دارد و براساس سرشماری مرکز آمار ایران در سال ۱۳۹۵، جمعیت آن ۱۱٬۲۵۷ نفر (در ۳٬۶۶۵ خانوار) بوده‌است.